# Семеј (пророк)
Свети пророк Самеј је старозаветни пророк из времена цара Соломона и Ровоама. Био је писар код цара Ровоама.
Рођен је у Силому за време цара Соломона.
Када је за време цара Ровоама (980. до 963. п. н. е.), јеврејско царство подељено, остао је веран Ровоаму. Успео је да одврати цара Ровоама од братоубилачког рата. У Светом писму у Књизи о царевима стоји: „Дође реч Божја Самеју, човеку Божјем, говорећи: Кажи Ровоаму, сину Соломонову, цару Јудину, и свему дому Јудину и Венијаминову и осталоме народу, и реци: Овако вели Господ: не идите, и не бијте се с браћом својом, синовима Израиљевим; вратите се свак својој кући, јер сам ја наредио тако да буде. И они послушаше реч Господњу и вративши се отидоше како Господ рече“ (3 Цар. 12, 22-24).
У петој години царовања Ровоама напао је мисирски Фараон Шошенк I на Јудејско царство. Фараонова војска је заузела све утврђене градове Јудеје и дошао до Јерусалима. Пророк Самеј се тада обратио цару Ровоаму и кнезовима Јудеје, који су се склонили од непријатеља у тврђаву Јерусалима, речима: „Овако вели Господ: ви остависте мене, зато и ја остављам вас у руке Сисаку (Шошенк) “ (2 Днев. 11, 1.5). Пошто су се након тога цар и кнезови понизили и покајали, Самеј, им је пренео речи Божије које је добио откривењем: „Понизише се, нећу их сатрти него ћу им сада дати избављење, и неће се излити јарост моја на Јерусалим преко Сисака. Ипак ће му бити слуге да познаду шта је мени служити, а шта служити царствима земаљским“ (2 Днев. 11, 7-8).